# いずれ最強の錬金術師?
『いずれ最強の錬金術師？』（いずれさいきょうのれんきんじゅつし）は、小狐丸による日本のライトノベル。小説投稿サイト「アルファポリス」（アルファポリス）にて2017年8月6日より連載されている。同サイトが主催する「第10回ファンタジー小説大賞」で読者賞を受賞し、書籍版がアルファポリスより2018年8月から刊行されている。イラストは人米が担当している。2024年12月時点で電子版を含めたシリーズの累計発行部数は120万部を突破している。
メディアミックスとして、ささかまたろうによる漫画版が同サイトにて2018年8月17日より連載中。また、テレビアニメが2025年1月から3月まで放送された。

## 登場人物
タクミ・イルマ
声 - 坂田将吾
本作の主人公。勇者召喚に巻き込まれてしまった元アラフォーサラリーマン。女神ノルンによって手厚すぎるほどの加護と過保護なサポートを受ける。地味な生産職を希望し、『錬金術』スキルを与えられた。
日本で過ごしていため異世界において人殺しに忌避感があったが、女神ノルンがタクミの体を作り直したときにその忌避感を取り除いたため異世界で盗賊を初めて殺したときには人殺しに対する抵抗がほとんどなくなった。
なお漫画版では小説版と違い、タクミが人を殺してしまうと女神ノルンですら把握できない事態になるとタクミに助言し、その原因をノルンが解析するまでタクミは人殺しができない制約(タクミが対外的に説明するときには呪い)を課せられる事になる。
ソフィア・シルフィード
声 - 茅野愛衣
凛とした性格のエルフの女性。元々は女戦士だったが、とある理由で闘うことができなくなった。50年前の戦争で捕虜となり商館に売られてしまい、以降そこで暮らしている。
マリア
声 - 東山奈央
明るい性格の美少女。子どもの頃にさらわれ、不法に売られてしまった。商館ではソフィアの世話を担当しており、家事全般が得意。成人したてということもあり、やや幼い一面を見せることもある。
カエデ
声 - 土師亜文
タクミが森で出会いテイムした蜘蛛の魔物。元気な性格でいたずらが大好き。名前は背中の模様が楓の葉っぱに見えることから、タクミが命名した。糸を作ることができる「蜘蛛糸生成」を始めとする、様々なスキルを持っている。
女神ノルン
声 - 雨宮天
剣あり魔法ありのファンタジー世界『ミルドガルド』の女神。勇者召喚に巻き込まれてしまったタクミに手厚すぎるほどの加護とスキル、新たな肉体を授ける。ことあるごとに過保護なサポートをしてくれる。
レーヴァ
声 - 稗田寧々
狐人族の少女。貧しい実家にお金を残すため、借金のカタとして王都の商館にやってきたが、何年ものあいだ主人を見つけられずにいる。獣人としては珍しく魔法適性を持っており、錬金術などの生産職に興味がある。
マーニ
声 - 小泉萌香
兎人族の女性。横暴貴族により住んでいた開拓村が廃村になり、難民としてボルトン領にやってきた。病気で夫を亡くしている。
パペック
声 - 飛田展男
ボルトンの街に拠点を持つ大商人で、大変仕事熱心で商売のこととなると周囲が見えなくなってしまうことも。
ムーラン
声 - 井上喜久子
ボルトンの街で商会を営む女性で、パペックとは旧知の仲であり、その暴走を止められる数少ない人物。

## 既刊一覧

### 小説
- 小狐丸（著）・人米（イラスト） 『いずれ最強の錬金術師？』 アルファポリス、既刊16巻（2024年5月31日現在）
  1. 2018年2月28日初版発行、ISBN 978-4-434-24342-4
  2. 2018年4月30日初版発行、ISBN 978-4-434-24576-3
  3. 2018年9月30日初版発行、ISBN 978-4-434-25200-6
  4. 2019年1月31日初版発行、ISBN 978-4-434-25594-6
  5. 2019年6月30日初版発行、ISBN 978-4-434-26124-4
  6. 2019年10月31日初版発行、ISBN 978-4-434-26664-5
  7. 2020年3月31日初版発行、ISBN 978-4-434-27239-4
  8. 2020年11月30日初版発行、ISBN 978-4-434-28128-0
  9. 2021年5月31日初版発行、ISBN 978-4-434-28892-0
  10. 2021年8月31日初版発行、ISBN 978-4-434-29267-5
  11. 2021年12月31日初版発行、ISBN 978-4-434-29728-1
  12. 2022年5月31日初版発行、ISBN 978-4-434-30331-9
  13. 2022年9月30日初版発行、ISBN 978-4-434-30875-8
  14. 2023年1月31日初版発行、ISBN 978-4-434-31501-5
  15. 2023年10月31日初版発行、ISBN 978-4-434-32816-9
  16. 2024年5月31日初版発行、ISBN 978-4-434-33918-9

### 漫画
- 小狐丸（原作）・ささかまたろう（作画） 『いずれ最強の錬金術師？』 アルファポリス〈アルファポリスコミックス〉、既刊7巻（2024年5月31日現在）
  1. 2019年3月31日初版発行、ISBN 978-4-434-25609-7
  2. 2020年2月29日初版発行、ISBN 978-4-434-27000-0
  3. 2020年12月31日初版発行、ISBN 978-4-434-28252-2
  4. 2021年9月30日初版発行、ISBN 978-4-434-29407-5
  5. 2022年8月31日初版発行、ISBN 978-4-434-30758-4
  6. 2023年7月31日初版発行、ISBN 978-4-434-32319-5
  7. 2024年5月31日初版発行、ISBN 978-4-434-33910-3

## テレビアニメ
2024年5月にテレビアニメ化が発表され、2025年1月から3月までTOKYO MXほかにて放送された。

### スタッフ
- 原作 - 小狐丸[6]
- キャラクター原案 - 人米[6]
- 漫画 - ささかまたろう[6]
- 監督 - 葛谷直行[6]
- シリーズ構成・脚本 - 広田光毅[6]
- キャラクターデザイン - 姉崎早也花[6]
- サブキャラクターデザイン - 植竹美則
- モンスターデザイン - kate、井村若菜
- プロップデザイン - 渕脇泰賀
- 美術設定 - 泉寛[7]
- 美術監督 - マメ[7]
- 色彩設計 - 古賀遼也（スタジオエル）[7]
- 撮影監督 - 武原健二（スタジオトゥインクル）[7]
- 編集 - 三宅圭貴（岡安プロモーション）[7]
- 音響監督 - 渡辺淳[7]
- 音響効果 - 今野康之[7]
- 音響制作 - 神南スタジオ[7]
- 音楽制作 - ポニーキャニオン[7]
- 音楽 - 中村博[6]
- 音楽プロデューサー - 矢後健
- チーフプロデューサー - 栗須貴大、松田大洋、江波戸憲司、鎗水善史、大和田智之、小澤文啓、寺内勇美
- プロデューサー - 柴山智歩、桒原和也、矢後健、東真央、菊池美穂、長嶋篤史
- アニメーションプロデューサー - 釋迦郡卓
- アニメーション制作 - スタジオコメット[6]
- 製作 - いずれ最強の錬金術師？製作委員会

### 主題歌
「TREASURE!」
DIALOGUE+によるオープニングテーマ。作詞は大胡田なつき、作曲・編曲はAkki。
「トゥインクル・デイズ」
harmoeによるエンディングテーマ。作詞はボンジュール鈴木、作曲・編曲は岸田勇気。

### 各話リスト
| 話数     | サブタイトル               | 絵コンテ                 | 演出                         | 作画監督                                                                           | 総作画監督                 | 初放送日      |
| -------- | -------------------------- | ------------------------ | ---------------------------- | ---------------------------------------------------------------------------------- | -------------------------- | ------------- |
| 第一話   | 巻き込まれて召喚されました | 葛谷直行                 | 鈴木恭兵                     | 鈴木光 飯田清貴 時矢義則 髙野友稀 渡辺真紗子                                       | 野本正幸 姉崎早也花        | 2025年 1月8日 |
| 第二話   | 新天地へ                   | 葛谷直行                 | 新井将生                     | 原田峰文 手島典子                                                                  | 鈴木光                     | 1月15日       |
| 第三話   | 契約と誓い                 | 葛谷直行                 | 前園文夫                     | ソン・ギルヨン パク・ミヒョン キム・ヒョナ リュ・ヒョンジン                        | 野本正幸 鈴木光            | 1月22日       |
| 第四話   | タクミパーティー、初陣！   | 葛谷直行                 | 黒田晃一郎                   | YUKI 无锡木木欣动画有限公司 无锡旭阳动画制作有限公司 無錫亮度塗鴉文化傳媒有限公司  | 鈴木光                     | 1月29日       |
| 第五話   | シドニアの影               | 葛谷直行                 | 湖山禎崇                     | Min Hyeonsuk An Minmi O Seunghun I Seunghui                                        | 姉崎早也花 野本正幸        | 2月5日        |
| 第六話   | 竜馬現る                   | 葛谷直行                 | 三ヶ尻克成                   | 辻浩樹 萩原省智 清水拓磨 佐藤美音子                                                | 鈴木光                     | 2月12日       |
| 第七話   | 王都の狐耳少女             | 鈴木恭兵                 | 鈴木恭兵                     | ソン・ギルヨン パク・ミヒョン キム・ヒョナ リュ・ヒョンジン                        | 姉崎早也花                 | 2月19日       |
| 第八話   | パーティー名を決めよう！   | 吉川浩司 竹内光 葛谷直行 | 前園文夫                     | 加藤壮 趙小川 陳玲玲 姜海華 貓先森 狼嚎 雷神制銅 地球大爆炸のフクロウ スタジオエル | 鈴木光                     | 2月26日       |
| 第九話   | 決心                       | 葛谷直行                 | 渡辺正彦                     | 飯田清貴 渡辺真紗子 時矢義則 趙小川 陳玲玲 姜海華                                  | 野本正幸 姉崎早也花        | 3月5日        |
| 第十話   | タクミ、開拓に挑戦！       | 葛谷直行                 | 江上雅之                     | 興村忠美 菊地功一 丸山楓                                                           | 鈴木光                     | 3月12日       |
| 第十一話 | 波乱の予兆                 | 葛谷直行                 | 布施康之                     | Lee Seongjae Kim Suho Na Yumin Min HyunSuk O SeungHun Jo MiJung                    | 野本正幸                   | 3月19日       |
| 第十二話 | 絆が試される時             | 葛谷直行                 | 深谷由里香 宇根信也 葛谷直行 | 飯田清貴 時矢義則 加藤壮 Min HunSuk Jo MiJung Kim Jung O SeungHun                  | 野本正幸 鈴木光 姉崎早也花 | 3月26日       |

### 放送局
| 放送期間               | 放送時間                     | 放送局   | 対象地域 | 備考                                 |
| ---------------------- | ---------------------------- | -------- | -------- | ------------------------------------ |
| 2025年1月8日 - 3月26日 | 水曜 22:00 - 22:30           | TOKYO MX | 東京都   |                                      |
| 2025年1月9日 - 3月27日 | 木曜 0:00 - 0:30（水曜深夜） | BS11     | 日本全域 | 製作参加 / BS放送 / 『ANIME+』枠     |
| 2025年1月14日 - 4月1日 | 火曜 21:00 - 21:30           | AT-X     | 日本全域 | CS放送 / 字幕放送 / リピート放送あり |

| 配信開始日   | 配信時間                | 配信サイト | 備考                |
| ------------ | ----------------------- | --- | ------------------- |
| 2025年1月1日 | 水曜 22:30 更新         | dアニメストア ABEMA | 地上波1週間先行配信 |
| 2025年1月8日 | 水曜 22:00 以降順次更新 | DMM TV FOD Hulu J:COM STREAM Lemino milplus見放題パックプライム Prime Video Pontaパス TELASA U-NEXT アニメタイムズ アニメ放題 ニコニコ バンダイチャンネル | 見放題配信          |
|              |                         | HAPPY!動画 Rakuten TV music.jp カンテレドーガ ビデオマーケット ムービーフルPlus                                                                           | 都度課金配信        |

### BD / DVD
| 巻  | 発売日        | 収録話         | 規格品番  | 規格品番  |
| 巻  | 発売日        | 収録話         | BD        | DVD       |
| --- | ------------- | -------------- | --------- | --------- |
| BOX | 2025年5月30日 | 第1話 - 第12話 | KWXA-3222 | KWBA-3223 |